# Фон-Філандра Анатоль
Анатоль Фон-Філандра (31 липня 1988 Київ) — український театральний та кіноактор.

## Життєпис
Народився 31 липня 1988 року у Києві. 
Акторську діяльність розпочав на сцені Шепетівської школи-пансіону.
Закінчив Київський національний університет театру, кіно та телебачення ім. І.К. Карпенка-Карого (2013, майстерня С. А. Моїсеєва).
З 2013 року — актор Київського Молодого театру.
З 2014 року знімається у кіно. Дебютував у картинах «Дорога на Захід» та «Швидка допомога».

## Військова служба
З березня 2022 року служить у Національній гвардії України.

## Особисте життя
Дружина — українська актриса Катерина Варченко. 9 жовтня 2016 року у пари народився син, якого вони назвали Крістіан-Доріан.

## Фільмографія
- Відступники (2021), серіал [7]
- Провінціал (2021), серіал
- Прибулець (2020), серіал
- Прєподи (2019), серіал
- Екс (2019), фільм
- Я все тобі доведу (2019), серіал
- Голос з минулого (2018), серіал
- Село на мільйон (2017), серіал
- Дорога на Захід (2015), фільм
- Шерлок (2015), серіал-пародія[8]

Ролі другого плану
- Доктор Віра (2020), серіал
- Кришталева мрія (2020), серіал
- Ні кроку назад! 2. На лінії фронту (2020), серіал
- Шукаю тебе (2019), серіал
- Кохання із заплющеними очима (2019), серіал
- За три дні до кохання (2018), серіал
- Будиночок на щастя (2018) серіал
- Догори дриґом (2017), серіал
- Мереживо долі (2016), серіал
- Невиправні (2016), серіал

### Відеоматеріали
- Історія одного актора з ЗСУ// Погляд-ТБ, Ютюб, 2023